# Communauté de communes des Balcons du Lomont
La communauté de communes des Balcons du Lomont est une ancienne communauté de communes française, située dans le département du Doubs et la région Bourgogne-Franche-Comté.

## Composition
Elle est composée des douze communes suivantes :
| Nom                        | Code Insee | Gentilé         | Superficie (km2) | Population (dernière pop. légale) | Densité (hab./km2) |
| -------------------------- | ---------- | --------------- | ---------------- | --------------------------------- | ------------------ |
| Blamont (siège)            | 25063      | Blamontais      | 10,06            | 1 197 (2014)                      | 119                |
| Abbévillers                | 25004      |                 | 11,18            | 1 029 (2014)                      | 92                 |
| Autechaux-Roide            | 25033      | Autechaliens    | 6,56             | 539 (2014)                        | 82                 |
| Bondeval                   | 25071      |                 | 4,68             | 477 (2014)                        | 102                |
| Dannemarie                 | 25194      | Dannemariens    | 2,25             | 113 (2014)                        | 50                 |
| Écurcey                    | 25216      |                 | 7,43             | 276 (2014)                        | 37                 |
| Glay                       | 25274      | Liais           | 6,49             | 350 (2014)                        | 54                 |
| Meslières                  | 25378      | Meslièrois      | 2,99             | 381 (2014)                        | 127                |
| Pierrefontaine-lès-Blamont | 25452      | Pétrofontaniens | 8,96             | 428 (2014)                        | 48                 |
| Roches-lès-Blamont         | 25497      | Abbanais        | 5,44             | 642 (2014)                        | 118                |
| Thulay                     | 25562      | Renards         | 2,23             | 221 (2014)                        | 99                 |
| Villars-lès-Blamont        | 25615      |                 | 6,95             | 448 (2014)                        | 64                 |

## Historique
Le 1er janvier 2017, la communauté de communes a été associée à celles du Pays de Montbéliard, des Trois Cantons,  du pays de Pont-de-Roide et d'une partie de la Vallée du Rupt pour constituer le Pays de Montbéliard Agglomération.